# Piezochaerus
Piezochaerus es un género de escarabajos longicornios de la tribu Acanthocinini.

## Especies
- Piezochaerus bondari Melzer, 1932
- Piezochaerus marcelae Mermudes, 2008
- Piezochaerus melzeri Mermudes, 2008
- Piezochaerus monnei Mermudes, 2008